# Wincenty Jamróz
Wincenty Jamróz (ur. 25 września 1875 w Sukowie, zm. w 24 czerwca 1933 w Kielcach) – rolnik, działacz polskiego ruchu ludowego, członek PSL Wyzwolenie, SCh, NPCh i SLCh Samopomoc.
Urodził się 25 września 1875 r. w Sukowie, w rodzinie chłopskiej.  Działalność polityczną rozpoczął od wstąpienia do PSL "Wyzwolenie". Następnie działał w Stronnictwie Chłopskim  i Niezależnej Partii Chłopskiej, w której został przewodniczącym zarządu wojewódzkiego.  W 1928 wstąpił do Zjednoczenia Lewicy Chłopskiej "Samopomoc", zostając członkiem zarządu głównego. Przewodniczył pierwszemu zjazdowi partii w Lublinie. W 1931  został aresztowany za prowadzoną działalność polityczną i osadzony w więzieniu. Kary 4 lat pozbawienia wolności nie odbył ze względu na stan zdrowia. Zmarł 24 czerwca 1933 r. a jego pogrzeb w Kielcach przerodził się w chłopską manifestację.